# 栃木市立大平西小学校
栃木市立大平西小学校（とちぎしりつ おおひらにし しょうがっこう）は、栃木県栃木市大平町富田にある、市立小学校。2022年（令和4年）5月1日時点の児童数は15学級406人。

## 歴史

### 近代
1873年（明治6年）8月1日、富田宿字内宿の川島多十郎邸の座敷4間を借用して、鼎新館として開校した。鼎新館は1875年（明治8年）8月に、富田宿共有字新町1642番地、617坪（≒2,036.1 m2）の敷地に新築された平屋建ての校舎へ移転した。当時の正式な校名は、第一大学区第三十八番中学区第三十九番小学区都賀郡富田宿「鼎新館」であった。長大な校名は、1880年（明治13年）4月に、栃木県下都賀郡第四十六番小学区「鼎新館」、1881年（明治14年）4月に、下都賀寒川郡第三十八番小学区「鼎新館」を経て、1885年（明治18年）7月1日に、下都賀寒川郡第九番学区公立富田小学校と変遷した。富田小学校は同年9月18日に連与学舎を分校化し、川連分教室を設置した。
1887年（明治20年）4月、小学校令の改正により4年制の尋常小学校となり、6月1日に富田尋常小学校に改称、同時に西山田分教室を開設した。続いて7月1日には下皆川分教室も設置した。1889年（明治22年）9月26日、川連分教室は真弓尋常小学校（統合を経て現・栃木市立大平東小学校）に移管され、同校の分教室となった。1892年（明治25年）8月25日、富山第一尋常小学校に改称し、西山田分教室は富山第二尋常小学校、下皆川分教室は富山第三尋常小学校として独立した。翌1893年（明治26年）、富山高等小学校と統合し、富山尋常高等小学校に改称した。この時、富山第一尋常小学校の名を旧・富山第二尋常小学校に譲り、旧・富山第三尋常小学校は富山第二尋常小学校に改称した。
1911年（明治44年）11月25日、富山尋常高等小学校は富山第一尋常小学校・富山第二尋常小学校を統合し、富田城跡の一部30,480坪（≒100.346 a）の新校地へ移転した。同日は大平西小学校の創立記念日となった。旧・第一尋常小は西山田分教場、旧・第二尋常小は下皆川分教場となった後、1928年（昭和3年）3月20日に廃止された。1941年（昭和16年）4月1日、国民学校令により富山村国民学校に改称し、初等科と高等科を設置した。

### 現代
1947年（昭和22年）4月1日には学制改革により富山村立富山小学校に改称、1955年（昭和30年）6月に水道とプールの工事が完了した。翌1956年（昭和31年）9月30日、昭和の大合併により大平村立富山小学校に改称し、大平村の町制施行により1961年（昭和36年）11月3日に大平町立大平西小学校に改称した。1968年（昭和43年）4月26日に第一期工事、1969年（昭和44年）1月22日に第二期工事、1970年（昭和45年）5月20日に第三・四期工事が完了し、同日新校舎の落成式が挙行された。1974年（昭和44年）11月17日には、日本水泳連盟から学童水泳優秀校として表彰を受けた。1980年（昭和55年）4月、大平中央小学校の開校により、大平西小の学区のうち富田第5自治会が中央小学校の学区に移行した。1981年（昭和56年）11月には体育館が完成した。
2003年（平成15年）度に学力向上フロンティアスクールの指定を受け、全学年の算数で確かな学力の向上に向けた習熟度別学習を導入した。2006年（平成18年）3月、新校舎が竣工した。2010年（平成22年）3月29日、栃木市立大平西小学校に改称した。2018年（平成30年）9月5日、乳製品アレルギーのある児童に誤って乳が含まれたカレーが給食として提供され、アナフィラキシーを発症する事故が発生した。食材の納入業者が誤って乳入りのカレールウを納品したのが原因であった。当該児童はエピペンを打った上で救急車で病院に搬送され、点滴処置を受け当日中に帰宅した。
2019年（令和元年）10月、令和元年東日本台風の襲来により、校舎が床上浸水する被害に遭った。復旧に要した費用は4438.8万円で、栃木市内で被災した9つの小中学校の中で最高額であった。児童数の増加に対応し、2024年（令和6年）度に2教室分の増築を行う。

## 特色
校舎は2006年（平成18年）に竣工した、鉄筋コンクリート構造2階建て、延床面積5,012.46 m2の建物で、日立建設設計が設計した。日光例幣使街道の宿場町として栄えた富田の街並みに合うよう、瓦葺きの屋根を採用し、内装は栃木県産の杉材・タモ材を多用している。各室には三菱電機中津川製作所製の送風機「エアースイングファン」が設置されている。1階には全校児童が集まって給食を摂れるランチルームがある。体育館（屋内運動場）は1981年（昭和56年）に竣工した鉄骨構造平屋建て、床面積796.06 m2の建物である。栃木市の緊急避難場所・避難所に指定されている。
校旗は1969年（昭和44年）2月15日に樹立式を行って制定された。校章は「西小」の文字と3つの「ト」を円形に図案化したもので、児童の円満な成長を願ったものである。校歌は校歌選定委員会の作詞、山田辰雄の作曲で、3番まであり、各番は「われら」の語で終わる。校名は登場しないが、旧校名・村名の「富山」が登場する。
学校給食への理解を深めるため、毎年1年生の子を持つ保護者向けに試食会を開いている。単に保護者が給食を実食するだけでなく、栄養教諭による給食の工夫や家族で囲む食事の重要性についての講話も行われる。なお、大平西小学校の給食は給食センターで調理したものを提供する形式である。

## 周辺
JR両毛線大平下駅が学校の北に、東武鉄道日光線新大平下駅が東にあり、学校周辺はスーパーマーケットもあることから、2024年（令和6年）現在、民間による宅地開発が行われている。これに伴い、在籍児童数も増加している。

### 通学区域
栃木県栃木市のうち、以下の自治会の区域
- 富田（第1 - 第4、第6・第7）
- 西山田（第1 - 第3）
- 下皆川（第1・第2）
- 中央町第1

学区内には、大平西第1学童保育と大平西第2学童保育の2つの学童保育がある。大平西第1学童保育は、大平西小学校の敷地内にある。

## 出身者
- 小林美貴 - ショコラティエール（パレスホテル東京専属）、栃木市ふるさと大使[18]

### 児童数の推移
| 時期   | 児童数  |
| ------ | ------- |
| 1885年 | 67人    |
| 1890年 | 86人    |
| 1900年 | 152人   |
| 1910年 | 294人   |
| 1920年 | 560人   |
| 1930年 | 673人   |
| 1940年 | 721人   |
| 1945年 | 1,072人 |
| 1950年 | 1,022人 |
| 1960年 | 1,035人 |
| 1970年 | 704人   |
| 1980年 | 680人   |
| 2003年 | 427人   |
| 2020年 | 388人   |
| 2022年 | 406人   |